# Renato Ibarra
Alex Renato Ibarra Mina (ur. 20 stycznia 1991 w Ambuquí) – ekwadorski piłkarz grający na pozycji prawego skrzydłowego. Od 2024 jest zawodnikiem Independiente del Valle.
Jego brat Romario Ibarra również jest piłkarzem.

## Kariera klubowa
Swoją karierę piłkarską Ibarra rozpoczął w klubie CD El Nacional. W 2007 roku awansował do kadry pierwszego zespołu i zadebiutował w nim w rozgrywkach Serie A. W zespole ze stolicy Ekwadoru grał do 2011 roku.
Latem 2011 Ibarra podpisał kontrakt z holenderskim Vitesse Arnhem, do którego przeszedł za kwotę 2 milionów euro. W Eredivisie swój debiut zanotował 27 listopada 2011 w zremisowanym 0:0 wyjazdowym meczu z FC Twente. 16 marca 2012 w domowym meczu z Heraclesem Almelo (2:0) strzelił swojego pierwszego gola w lidze holenderskiej.
| Sezon   | Klub           | Kraj     | Rozgrywki  | Mecze | Bramki |
| ------- | -------------- | -------- | ---------- | ----- | ------ |
| 2007    | CD El Nacional | Ekwador  | Serie A    | 1     | 0      |
| 2008    | CD El Nacional | Ekwador  | Serie A    | 0     | 0      |
| 2009    | CD El Nacional | Ekwador  | Serie A    | 7     | 0      |
| 2010    | CD El Nacional | Ekwador  | Serie A    | 11    | 0      |
| 2011    | CD El Nacional | Ekwador  | Serie A    | 17    | 3      |
| 2011/12 | Vitesse Arnhem | Holandia | Eredivisie | 19    | 2      |
| 2012/13 | Vitesse Arnhem | Holandia | Eredivisie | 31    | 3      |
| 2013/14 | Vitesse Arnhem | Holandia | Eredivisie | 31    | 1      |

## Kariera reprezentacyjna
W reprezentacji Ekwadoru Ibarra zadebiutował 21 kwietnia 2011 roku w zremisowanym 2:2 towarzyskim meczu z Argentyną, rozegranym w Mar del Plata.